# Salomon Ulmann
Pour l’article ayant un titre homophone, voir Salomon Ullman.
Pour les articles homonymes, voir Ulmann.
Salomon Ulmann (Saverne, Bas-Rhin, 25 février 1806 - Paris, 5 mai 1865) est grand-rabbin de France entre 1853 et 1865. Après avoir été rabbin de Lauterbourg (Bas-Rhin) puis grand-rabbin de Nancy, il succède à Marchand Ennery, grand-rabbin de 1846 à 1852, et est suivi par Lazare Isidor.

## Biographie
Salomon Ulmann, né le 25 février 1806 à Saverne, est l'auteur du Catéchisme, ou Éléments d'instruction religieuse et murale à l'usage des jeunes israélites et d'une série de notes biographiques concernant les Sages dont les noms propres sont mentionnés dans le traité Pirke Aboth (Maximes des Pères) qui intègre la Mishna.
Il préside la Société des livres moraux et religieux, qui édite pour la première fois, en 1859, le Dictionnaire Hébreu-Français des professeurs Nathaniel Philippe Sander et Isaac Léon Trenel.
Le grand rabbin Salomon Ulmann dirige aussi les études d'hébreu de l'orientaliste français Hartwig Derenbourg.
Il est le neveu et l'élève de Lazard Libermann, rabbin de Saverne, dont plusieurs fils se convertirent au catholicisme ; parmi eux, le vénérable François Libermann, né Jacob,.
Il meurt le 5 mai 1865 à Paris et est inhumé au cimetière du Montparnasse (division 5).

## Pour approfondir